# Ikimonogakari
Ikimonogakari (いきものがかり?) è una band pop rock giapponese che ha debuttato nel 1998. Essi registrano su etichetta Sony Music Entertainment Japan's Epic Records.
La band è stata formata da Hotaka Yamashita e Yoshiki Mizuno nella prefettura di Kanagawa, nel febbraio 1999, e sono stati successivamente affiancati dalla cantante Kiyoe Yoshioka, nel dicembre dello stesso anno. La parola "Ikimono Gakari" (生き物 係) viene usata per i bambini responsabili della cura delle piante e degli animali nelle scuole elementari giapponesi.
Il loro fan club ufficiale è chiamato Ikimonogakari Fan Class 1-2 (いきものがかりファンクラス1年2組?, , "Ikimonogakari Fan Kurasu 1-nen 2-kumi")

## Storia

### Formazione e Studi
Nel 1989 Mizuno e Yamashita si incontrarono per caso mentre erano in prima elementare, poiché erano entrambi incaricati di essere Ikimono Gakari, un'esperienza che in seguito divenne la base per il nome della band.
Il 1º febbraio 1999, Yamashita e Mizuno formano un gruppo musicale e iniziano ad esibirsi dal vivo per strada. Non prendendola troppo sul serio, si chiamarono Ikimonogakari dopo la loro esperienza condivisa in prima elementare. In un primo momento, hanno fatto cover di Masayoshi Yamazaki.
Nel dicembre 1999 Yoshioka si unì alla band. In quei giorni, Mizuno e Yamashita stavano progettando di fare un gruppo con una vocalist, un suono insolito per gli spettacoli di strada che stavano facendo. Yoshioka è stata la sorella minore di uno dei loro compagni di classe, lei è entrata come cantante principale e la band ha preso la forma attuale. Ora, esibendosi con tre membri, la band ha fatto una reinterpretazione del singolo di Yuzu, Natsu-Iro (夏色?, Natsuiro, I Colori dell'estate).
Nel settembre del 2000 decisero di sospendere la band per concentrarsi sull'esame di ammissione all'università per Yamashita e Mizuno. Dopo aver frequentato l'Università Meiji in attesa di entrare in una scuola migliore, Mizuno è stato ammesso alla Hitotsubashi University. Nel frattempo, Yamashita è entrato nel Hosei University.
Nel marzo 2002 la band tornò insieme e riprese a suonare. Yoshioka avvertì la frustrazione e lo scoraggiamento per un attimo a causa delle ripetizioni rigorose richieste per la sua scuola di musica e così smise di voler esibirsi con la banda. Mizuno si è dedicato a persuadere Yoshioka e, attraversando un percorso difficile, superò ciascuna di queste sfide a testa alta.
Nel marzo del 2003, avendo superato molte difficoltà, Yoshioka era determinata a cogliere questa seconda possibilità per rivivere e crescere come persona. I membri riformano di nuovo la band ed ora si esibivano per sostenere la loro fama crescente, poiché il loro stile musicale si muoveva verso un centro d'interesse acustico; hanno progettato di ampliare la loro portata per riguardare non solo le prestazioni della strada ma i concerti live. Inoltre, hanno fatto uno sforzo maggiore per comporre musica più originale.

### Ascesa alla fama
Nell'aprile 2003, la banda ha ripreso a suonare con una prestazione live di strada di fronte alla stazione di Hon-Atsugi sulla Odawara Odakyu Line. Nel mese di giugno, hanno fatto una performance one-man-live presso la sede Thunder Snake Atsugi dal vivo per la prima volta. Una persona che si trovava a partecipare a questa performance divenne il loro manager e questo divenne l'impeto per lanciare un giro di strada notevole. Il 25 agosto, pubblicarono il loro primo album indie, Makoto ni Senetsu Nagara First Album wo Koshirae Mashita. Il 26 marzo 2005, facendo per la prima volta un one-man show-live in una sala, la band ha tenuto una mostra nella sala piccola del Comune Atsugi Cultura Edilizia (Atsugishi Bunka Kaikan).
Il 15 marzo 2006, la band pubblicò il loro primo singolo, "Sakura", prodotto da Masanori Shimada. Questo è stato il loro debutto major con la Epic Records Japan di Sony. Il loro secondo singolo "Hanabi" è stato pubblicato il 31 maggio 2006 e la band si guadagnò la prima apparizione in cima all'Oricon 10 grafico con un debutto # 5. Tra il 10 novembre e il 30 novembre 2006, il loro primo tour live si è svolto, dal titolo "Ikimonogakari no Minna-san, Konni-Tour!
Il 7 marzo 2007, pubblicarono il loro primo studio full-length album, Sakura Saku Machi Monogatari, debuttando alla # 4 nella classifica settimanale Oricon. Tra il 24 maggio-14 giugno, si sono recati in un live-tour per supportare l'album. Il loro secondo album principale dello studio, è uscito il 13 febbraio 2008, debuttando a #2 sui grafici settimanali dell'album di Oricon. Il Tour Live per questo album è stato dal 30 marzo al 23 maggio. Il 7 luglio, sono venuti fuori con il loro singolo decimo "Blue Bird", cracking la Top 3 classifica Oricon per la prima volta con un debutto numero 3.
Il 24 dicembre, uscì il loro terzo album, My Song Your Song. Questo album in vetta alle classifiche Oricon settimanale, diventando il loro primo lavoro per realizzare una prima graduatoria su qualsiasi grafico. Il 31 dicembre, hanno debuttato alla 59 ° festival NHK Kohaku Uta Gassen.
Il 4 marzo 2009, la prima collezione in assoluto di opere video, "Tottemo Ezo", è stato pubblicato. Quell'anno, Mizuno fu incaricato di scrivere la canzone "Yell", come il pezzo fissato per la divisione junior alta della 76ª annuale NHK Nazionale School Music Contest. Il loro singolo 15 "Yell / Joyful" è uscito il 23 settembre prendendo il numero 1 solo punto per la classifica Oricon quotidiana e la numero 2 spot per il grafico settimanale, la più alta classifica finora per uno dei loro singoli. Il 23 dicembre, pubblicarono il loro quarto album di studio Hajimari no Uta, debuttando come l'album numero 1 nella classifica Oricon settimanale.
Il 26 novembre, la band ha vinto uno dei premi Artist d'oro al Song Festival 2009 Best Hit, la loro prima volta, vincere uno dei premi dello spettacolo, e il 31 dicembre, la band apparve di nuovo nel 60º festival NHK Kohaku Uta Gassen.

## Stile musicale
Lo stile musicale Ikimono-gakari deriva dal loro stile originale rock salone trovato sui loro primi album indie. I loro strumenti primari erano la chitarra acustica, la chitarra elettrica e l'armonica. La loro musica indie era considerevolmente più lenta; “Natsu Koi„ su Sakura Saku Machi Monogatari è considerevolmente più veloce nel tempo confrontato alla stessa canzone album il wo Koshirae Mashita del Ni Senetsu Nagara di Makoto sul primo... Il chitarrista e leader della band Yoshiki Mizuno ha cantato molto più su loro album indie.
Con l'uscita del loro primo album major, Sakura Saku Machi Monogatari, il loro stile è cambiato in uno stile rock più convenzionale, ma sempre mantenendo la loro combinazione con i tradizionali chitarra-armonica. Hanno anche cominciato ad aggiungere altri elementi alle loro canzoni, come le stringhe e tamburelli, come evidenziato in "Sakura" e "Kira Kira Train". Hanno anche cominciato a fare canzoni con ritmo più veloce, come "Ryusei Miracle" e "Hinageshi".
Con il loro secondo e terzo album, "Life Album" e "My Song Your Song", gli Ikimono-gakari cominciarono a orientarsi verso un sound pop più mainstream. Canzoni come "Kimagure Romantic" differiva molto dalle loro canzoni durante l'era Sakura Saku. Life Album ha visto la rinascita di un paio di brani del loro album indie, "Hana wa Sakura Kimi wa Utsukushii" da Makoto ni Senetsu... e "Chikoku Shichau yo" dal Jinsei Sugoroku Dabe. "Kuchidzuke", anche da Jinsei Sugoroku Dabe. è stato rilanciato su My Song Your Song.

## Componenti
- Kiyoe Yoshioka (吉冈 圣恵?, Yoshioka Kiyoe), 29/02/1984 - voce.

È nata nella città di Shizuoka e più tardi si trasferì a Atsugi, Kanagawa quando aveva cinque anni. Soprannominata "Kiyoe", "Kiyo-chan", "Kikko", "Se-Ki", "Kiyo Las" e "Ponyo Megumi".
Istruzione: Formazione Primaria Minami Mouri Atsugi City, High School Ebina, Prefettura di Kanagawa, e laureata presso la Showa University College of Music. Suo fratello è stato un compagno di classe delle scuole superiori di Mizuno e Yamashita. Ha debuttato come doppiatrice nel ruolo di Eevee nel film animato Il film Pokémon - Genesect e il risveglio della leggenda, nel quale la loro canzone Egao era contenuta come canzone finale.
La sua posizione è al centro.
- Yoshiki Mizuno (水野 良树?, Mizuno Yoshiki), 17/12/1982 - chitarra.

È il leader della band ed utilizza principalmente la chitarra elettrica. Nato a Hamamatsu, Prefettura di Shizuoka, si è trasferito nella città di Ebina, Prefettura di Kanagawa, in tenera età.
Istruzione: Junior High School Otani Sugikubo Ebina City, Scuola Superiore di Atsugi, Prefettura di Kanagawa. Dopo aver abbandonato gli studi di Economia e Politica presso la Meiji University, si è laureato presso il Dipartimento di Sociologia della Hitotsubashi University. Si è sposato il 17 agosto 2013, ma non sono state rilasciate informazioni sull'identità della moglie.
La sua posizione è a sinistra.
- Hotaka Yamashita (山下 穂尊?, Yamashita Hotaka), 27/08/1982 - chitarra.

Armonicista della band. Nato nella città di Ebina, Prefettura di Kanagawa.
Istruzione: Junior High School Otani Sugikubo Ebina City, Scuola superiore di Atsugi, Prefettura di Kanagawa. Si è laureato presso il Dipartimento di Sociologia della Hosei University.
La sua posizione è a destra.

## Discografia

### Album studio
| Anno | Informazioni | Posizione massima (Giappone) | Posizione massima (mondiale) | Vendite prima settimana | Vendite totali |
| ---- | --- | ---------------------------- | ---------------------------- | ----------------------- | -------------- |
| 2007 | Sakura Saku Machi Monogatari - Data di pubblicazione: 7 marzo 2007 - Etichetta: Epic Records (ESCL-2910)              | 4                            | 33                           | -                       | 260,684        |
| 2008 | Life Album - Data di pubblicazione: 13 febbraio 2008 - Etichetta: Epic Records (ESCL-3046)                            | 2                            | 10                           | -                       | 252,599        |
| 2008 | My Song Your Song - Data di pubblicazione: 24 dicembre 2008 - Etichetta: Epic Records (ESCL-3146)                     | 1                            | 20                           | 166,871                 | 463,382        |
| 2009 | Hajimari no Uta - Data di pubblicazione: 23 dicembre 2009 - Etichetta: Epic Records (ESCL-3354, ESCL-3355, ESCL-3356) | 1                            | 8                            | 200,286                 | 561,957        |
| 2012 | Newtral - Data di pubblicazione: 29 febbraio 2012 - Etichetta: Epic Records (ESCL-3827~8, ESCL-3829)                  | 1                            | 2                            | 192,877                 | 416,968        |
| 2013 | I - Data di pubblicazione: 24 luglio 2013 - Etichetta: Epic Records (ESCL-4089~90, ESCL-4091)                         | 1                            | 3                            | 112,082                 | 214,487        |
| 2014 | Fun! Fun! Fanfare! - Data di pubblicazione: 24 dicembre 2014 - Etichetta: Epic Records (ESCL-4333)                    | 1                            | 16                           | 101,211                 | 127,807        |

### Raccolte
| Anno | Informazioni | Posizione massima (Giappone) | Posizione massima (mondiale) | Vendite   |
| ---- | --- | ---------------------------- | ---------------------------- | --------- |
| 2010 | Ikimonobakari: Members Best Selection - Data di pubblicazione: 3 novembre 2010 - Etichetta: Epic Records (ESCL-3525, ESCL-3526, ESCL-3527, ESCL-3528, ESCL-3529) | 1                            | 1                            | 1,428,774 |
| 2012 | Barādon - Data di pubblicazione: 19 dicembre 2012 - Etichetta: Epic Records (ESCL-4008〜9, ESCL-4010)                                                            | 1                            | 22                           | 253,277   |
| 2016 | Chō Ikimonobakari - Tennen Kinen Members BEST Selection - Data di pubblicazione: 15 marzo 2016 - Etichetta: Epic Records (ESCL-5555, ESCL-5560)                  | 1                            | 1                            | 212,063+  |

### Singoli
| Anno | Titolo                                        | Titolo                                | Data di pubblicazione | Posizione Massima | Vendite Oricon  | Vendite Oricon | Album                                                   |
| Anno | Titolo                                        | Titolo                                | Data di pubblicazione | JPN               | Prima Settimana | Totali         | Album                                                   |
| ---- | --------------------------------------------- | ------------------------------------- | --------------------- | ----------------- | --------------- | -------------- | ------------------------------------------------------- |
| 2006 | "Sakura"                                      | "SAKURA"                              | 15 marzo 2006         | 17                | 3,090           | 59,758         | Sakura Saku Machi Monogatari                            |
| 2006 | "Hanabi"                                      | "HANABI"                              | 31 maggio 2006        | 5                 | 24,113          | 56,584         | Sakura Saku Machi Monogatari                            |
| 2006 | "Koisuru Otome"                               | "コイスルオトメ"                      | 18 ottobre 2006       | 15                | 7,061           | 15,226         | Sakura Saku Machi Monogatari                            |
| 2006 | "Ryūsei Miracle"                              | "流星ミラクル"                        | 6 dicembre 2006       | 22                | 9,687           | 20,195         | Sakura Saku Machi Monogatari                            |
| 2007 | "Uruwashiki Hito/Seishun no Tobira"           | "うるわしきひと / 青春のとびら"       | 14 febbraio 2007      | 17                | 9,397           | 18,695         | Sakura Saku Machi Monogatari                            |
| 2007 | "Natsuzora Graffiti / Seishun Line"           | "夏空グラフィティ / 青春ライン"       | 8 agosto 2007         | 10                | 16,471          | 37,754         | Life Album                                              |
| 2007 | "Akaneiro no Yakusoku"                        | "茜色の約束"                          | 24 ottobre 2007       | 7                 | 16,420          | 45,872         | Life Album                                              |
| 2008 | "Hana wa Sakura Kimi wa Utsukushi"            | "花は桜 君は美し"                     | 30 gennaio 2008       | 7                 | 14,376          | 33,631         | Life Album                                              |
| 2008 | "Kaeritaku Natta yo"                          | "帰りたくなったよ"                    | 16 aprile 2008        | 7                 | 19,015          | 59,975         | My Song Your Song                                       |
| 2008 | "Blue Bird"                                   | "ブルーバード"                        | 9 luglio 2008         | 3                 | 31,593          | 90,267         | My Song Your Song                                       |
| 2008 | "Planetarium"                                 | "プラネタリウム"                      | 15 ottobre 2008       | 5                 | 20,017          | 36,287         | My Song Your Song                                       |
| 2008 | "Kimagure Romantic"                           | "気まぐれロマンティック"              | 3 dicembre 2008       | 4                 | 23,662          | 46,937         | My Song Your Song                                       |
| 2009 | "Futari"                                      | "ふたり"                              | 27 maggio 2009        | 7                 | 30,174          | 58,803         | Hajimari no Uta                                         |
| 2009 | "Hotaru no Hikari"                            | "ホタルノヒカリ"                      | 15 luglio 2009        | 5                 | 24,533          | 47,964         | Hajimari no Uta                                         |
| 2009 | "Yell / Joyful"                               | "YELL / じょいふる"                   | 23 settembre 2009     | 2                 | 36,488          | 141,446        | Hajimari no Uta                                         |
| 2009 | "Nakumonka"                                   | "なくもんか"                          | 11 novembre 2009      | 6                 | 24,641          | 39,132         | Hajimari no Uta                                         |
| 2010 | "Nostalgia"                                   | "ノスタルジア"                        | 10 marzo 2010         | 3                 | 26,009          | 46,902         | Members Best Selection                                  |
| 2010 | "Arigatō"                                     | "ありがとう"                          | 5 maggio 2010         | 2                 | 44,642          | 213,549        | Members Best Selection                                  |
| 2010 | "Kimi ga Iru"                                 | "キミがいる"                          | 4 agosto 2010         | 4                 | 35,735          | 65,287         | Members Best Selection                                  |
| 2011 | "Warattetainda / New World Music"             | "笑ってたいんだ / NEW WORLD MUSIC"    | 20 luglio 2011        | 5                 | 32,743          | 56,636         | Newtral                                                 |
| 2011 | "Aruite Ikō"                                  | "歩いていこう"                        | 23 novembre 2011      | 9                 | 30,844          | 67,723         | Newtral                                                 |
| 2012 | "Itsudatte Bokura wa"                         | "いつだって僕らは"                    | 18 gennaio 2012       | 4                 | 23,823          | 34,243         | Newtral                                                 |
| 2012 | "Haru Uta"                                    | "ハルウタ"                            | 25 aprile 2012        | 4                 | 35,044          | 61,938         | I                                                       |
| 2012 | "Kaze ga Fuiteiru"                            | "風が吹いている"                      | 18 luglio 2012        | 3                 | 29,144          | 78,025         | I                                                       |
| 2013 | "1 2 3 ~Koi ga Hajimaru~"                     | "1 2 3 ~恋がはじまる~"                | 5 giugno 2013         | 9                 | 17,816          | 24,911         | I                                                       |
| 2013 | "Egao"                                        | "笑顔"                                | 10 luglio 2013        | 5                 | 31,324          | 54,114         | I                                                       |
| 2014 | "Love Song wa Tomaranai yo"                   | "ラブソングはとまらないよ"            | 9 luglio 2014         | 6                 | 15,896          | 25,992         | FUN! FUN! FANFARE!                                      |
| 2014 | "Netsujou no Spectrum / Namida ga Kieru Nara" | "熱情のスペクトラム / 涙がきえるなら" | 15 ottobre 2014       | 10                | 15,638          | 30,269         | FUN! FUN! FANFARE!                                      |
| 2014 | "GOLDEN GIRL"                                 | "GOLDEN GIRL"                         | 12 novembre 2014      | 13                | 11,960          | 16,189         | FUN! FUN! FANFARE!                                      |
| 2015 | "Anata"                                       | "あなた"                              | 13 maggio 2015        | 10                | 14,311          | 19,117         | Chō Ikimonobakari - Tennen Kinen Members BEST Selection |
| 2015 | "Love to Peace!/Mudai〜Tooku e〜"             | "ラブとピース!/夢題〜遠くへ〜"        | 3 novembre 2015       | 8                 | 10,890          | -              | Chō Ikimonobakari - Tennen Kinen Members BEST Selection |